# فرودگاه هسکینس
فرودگاه هسکینس (به انگلیسی: Hoskins Airport) یک فرودگاه همگانی با کد یاتا HKN است که یک باند فرود آسفالت دارد و طول باند آن ۱۵۸۹ متر است. این فرودگاه در کشور پاپوآ گینه نو قرار دارد و در ارتفاع ۲۰ متری از سطح دریا واقع شده‌است.

## شرکت‌های هواپیمایی و مقصدهای پروازی
| شرکت‌های هواپیمایی | مقصدهای پروازی |
| ----------------- | -------------- |
| Airlines PNG      | آوابا، کیکوری  |